# Iwan Wadimowitsch Smirnow
Iwan Wadimowitsch Smirnow (russisch Иван Вадимович Смирнов, englische Transkription Ivan Smirnov; * 14. Januar 1999 in Sankt Petersburg) ist ein russischer Radrennfahrer.

## Sportlicher Werdegang
Bereits als Junior war Iwan Smirnow Mitglied der russischen Nationalmannschaft und für das Nationalteam auf der Bahn und auf der Straße aktiv. Seine ersten internationalen Erfolge erzielte er in einer Gruppe mit Lew Gonow und Gleb Syriza vorrangig auf der Bahn. So wurde er 2017 Junioren-Weltmeister in der Mannschaftsverfolgung sowie Junioren-Europameister in der Einerverfolgung und der Mannschaftsverfolgung. 2018 folgten weitere Medaillen. Mit dem Wechsel in die U23 wurde er Mitglied im UCI Continental Team Lokosphinx, sein Schwerpunkt blieb aber auf der Bahn. 2019 gewann er bei den Europaspielen und den U23-Europameisterschaften jeweils die Goldmedaille. 2020 wurde er U23-Europameister in der Mannschaftsverfolgung und im Madison. 2021 gewann er beim Heimrennen des UCI Track Cycling Nations’ Cup in Sankt Petersburg sowohl im Madison als auch in der Mannschaftsverfolgung. Auf der Straße gewann er 2020 den Grand Prix Mount Erciyes.
Mit dem Krieg in der Ukraine und dem Entzug der Lizenz für Lokosphinx Anfang 2022 wechselte Smirnow mit mehreren Teamkollegen in ein in Spanien registriertes Amateurteam. In Spanien, Italien und bei den Five Rings of Moscow war er 2023 und 2024 wiederholt bei Rennen des nationalen Kalenders siegreich. Durch seine Erfolge auf ihn aufmerksam geworden, wurde er ab August 2024 Stagiaire im Astana Qazaqstan Team. Für das Development Team gewann er zunächst eine Etappe der Rumänien-Rundfahrt, im Anschluss erzielte er für das UCI WorldTeam Etappenerfolge bei der Tour of Hainan und der Tour de Kyushu.
Zur Saison 2025 erhielt Smirnow einen Vertrag beim Team Astana. Da das WorldTeam um den Klassenerhalt kämpft, ist er jedoch im Development Team registriert. Gleich bei seinem ersten Renneinsatz in der Saison 2025 gewann er die Popolarissima.

## Erfolge

### Bahn
2016
- Junioren-Europameisterschaften – Mannschaftsverfolgung (mit Arseni Nikoforow, Sergei Malnew und Alexander Smirnow)
- Junioren-Europameisterschaften – Einerverfolgung

2017
- Junioren-Weltmeister – Mannschaftsverfolgung (mit Gleb Syriza, Dmitri Muchomedjarow und Lew Gonow)
- Junioren-Europameister – Einerverfolgung
- Junioren-Europameister – Mannschaftsverfolgung (mit Gleb Syriza, Dmitri Muchomedjarow und Lew Gonow)

2018
- U23-Europameisterschaften – Einerverfolgung
- U23-Europameisterschaften – Mannschaftsverfolgung (mit Gleb Syriza, Dmitri Muchomedjarow und Lew Gonow)
- Russischer Meister – Mannschaftsverfolgung
- Russischer Meister – Madison (mit Alexander Smirnow)

2019
- Europaspiele – Mannschaftsverfolgung (mit Nikita Bersenew, Lew Gonow und Gleb Syriza)
- U23-Europameister – Mannschaftsverfolgung (mit Gleb Syriza, Dmitri Muchomedjarow und Lew Gonow)
- U23-Europameisterschaften – Einerverfolgung
- Russischer Meister – Mannschaftsverfolgung

2020
- U23-Europameister – Madison (mit Lew Gonow)
- U23-Europameister – Mannschaftsverfolgung (mit Nikita Bersenew, Lew Gonow und Gleb Syriza)
- U23-Europameisterschaften – Einerverfolgung
- U23-Europameisterschaften – 1000-Meter-Zeitfahren
- Russischer Meister – Madison (mit Lew Gonow)

2021
- Nations’ Cup in Sankt Petersburg – Madison (mit Lew Gonow)
- Nations’ Cup in Sankt Petersburg – Mannschaftsverfolgung (mit Lew Gonow, Jegor Igoschew und Gleb Syriza)

### Straße
2017
- eine Etappe Trofeo Karlsberg

2020
- Grand Prix Mount Erciyes

2024
- eine Etappe Turul Romaniei
- eine Etappe Tour of Hainan
- eine Etappe Tour de Kyushu

2025
- Popolarissima